# Bang Bang (песня DJ Fresh и Дипло)
«Bang Bang» (с англ. — «Бах, бах») — сингл британского драм-н-бэйс продюсера DJ Fresh и американского диджея Дипло при участии американского хип-хоп дуэта R. City, бельгийской певицы Селы Сью и британского гэридж исполнителя Крейга Дэвида. Песня была спродюсирована Dr. Luke и выпущена в виде цифровой загрузки 9 декабря 2016 года через Ministry of Sound в качестве восьмого сингла с предстоящего четвёртого студийного альбома Fresh.

## Список композиций
| №  | Название                                                   | Длительность |
| -- | ---------------------------------------------------------- | ------------ |
| 1. | «Bang Bang» (featuring R. City, Selah Sue and Craig David) | 3:20         |

## Хит-парады

### Еженедельные хит-парады
| Хит-парад (2016-17)            | Наивысшая строчка |
| ------------------------------ | ----------------- |
| Бельгия/Фландрия (Ultratop 50) | 35                |

## Сертификация
| Регион                                                                      | Сертификация | Продажи |
| --------------------------------------------------------------------------- | ------------ | ------- |
| Бельгия (BEA)                                                               | Золотой      | 10 000  |
| Данные о продажах + прослушиваниях приведены только на основе сертификации. |              |         |

## Хронология выпуска
| Страна         | Дата           | Формат           | Лейбл             |
| -------------- | -------------- | ---------------- | ----------------- |
| Великобритания | 9 декабря 2016 | Digital download | Ministry of Sound |